# Ким Тхэ Ён
Ким Тхэ Ён (кор. 김태영?, 金泰映?김태영?, 金泰映?; род. 8 ноября 1970, Кохын, Южная Корея) — южнокорейский футболист, играл на позиции защитника. По завершении игровой карьеры — тренер. С 2009 года возглавляет тренерский штаб молодёжной сборной Южной Кореи (U-20).
Выступал за клуб «Чоннам Дрэгонз» и за национальную сборную Южной Кореи.

## Клубная карьера
Родился 8 ноября 1970 года в городе Кохын. Воспитанник футбольной команды Университета Донг.
Во взрослом футболе дебютировал в 1995 году выступлениями за команду клуба «Чоннам Дрэгонз», цвета которой и защищал на протяжении всей своей карьеры, которая длилась одиннадцать лет. Большинство времени, проведенного в составе «Чоннам Дрэгонз», был основным игроком защиты команды.

## Выступления за сборную
В 1992 году дебютировал в официальных матчах в составе национальной сборной Южной Кореи. В течение карьеры в национальной команде, которая длилась 13 лет, провел в форме главной команды страны 106 матчей, забив 3 гола.
В составе сборной был участником чемпионата мира 1998 года во Франции, розыгрыша Золотого кубка КОНКАКАФ 2000 года в США, кубка Азии по футболу 2000 года в Ливане, на котором команда завоевала бронзовые награды; розыгрыша Кубка конфедераций 2001 года в Японии и Южной Корее, розыгрыша Золотого кубка КОНКАКАФ 2002 года в США, чемпионата мира 2002 года в Японии и Южной Корее, кубка Азии по футболу 2004 года в Китае.
На чемпионате мира 2002 года в Корее и Японии в матче против Италии (победа 2:1 в дополнительное время) Киму в одной из стычек сломал нос Кристиан Виери, после матча тот перенёс операцию.

## Карьера тренера
Начал тренерскую карьеру вскоре после завершения карьеры игрока в 2006 году, войдя в тренерский штаб команды Университета Вандонг, где проработал с 2006 по 2007 годы.
С 2009 года возглавляет тренерский штаб молодёжной сборной Южной Кореи (U-20).

## Статистика выступлений

### Клубная
| Клуб             | Клуб             | Клуб             | Лига | Лига | Кубок             | Кубок             | Кубок Лига | Кубок Лига | Континентальный | Континентальный | Итого | Итого |
| Сезон            | Клуб             | Лига             | Игры | Голы | Игры              | Голы              | Игры       | Голы       | Игры            | Голы            | Игры  | Голы  |
| Южная Корея      | Южная Корея      | Южная Корея      | Лига | Лига | Кубок Южной Кореи | Кубок Южной Кореи | Кей-лига   | Кей-лига   | Азия            | Азия            | Итого | Итого |
| ---------------- | ---------------- | ---------------- | ---- | ---- | ----------------- | ----------------- | ---------- | ---------- | --------------- | --------------- | ----- | ----- |
| 1995             | Чоннам Дрэгонз   | Кей-лига         | 25   | 2    | -                 | -                 | 7          | 0          | -               | -               | 32    | 2     |
| 1996             | Чоннам Дрэгонз   | Кей-лига         | 21   | 0    | ?                 | ?                 | 7          | 1          | -               | -               |       |       |
| 1997             | Чоннам Дрэгонз   | Кей-лига         | 7    | 1    | ?                 | ?                 | 10         | 0          | -               | -               |       |       |
| 1998             | Чоннам Дрэгонз   | Кей-лига         | 18   | 0    | ?                 | ?                 | 1          | 0          | ?               | ?               |       |       |
| 1999             | Чоннам Дрэгонз   | Кей-лига         | 21   | 0    | ?                 | ?                 | 9          | 0          | ?               | ?               |       |       |
| 2000             | Чоннам Дрэгонз   | Кей-лига         | 23   | 0    | ?                 | ?                 | 8          | 0          | -               | -               |       |       |
| 2001             | Чоннам Дрэгонз   | Кей-лига         | 20   | 1    | ?                 | ?                 | 6          | 0          | -               | -               |       |       |
| 2002             | Чоннам Дрэгонз   | Кей-лига         | 23   | 0    | ?                 | ?                 | 1          | 0          | -               | -               |       |       |
| 2003             | Чоннам Дрэгонз   | Кей-лига         | 29   | 0    | 0                 | 0                 | -          | -          | -               | -               | 29    | 0     |
| 2004             | Чоннам Дрэгонз   | Кей-лига         | 12   | 0    | 0                 | 0                 | 0          | 0          | -               | -               | 12    | 0     |
| 2005             | Чоннам Дрэгонз   | Кей-лига         | 2    | 0    | 0                 | 0                 | 0          | 0          | -               | -               | 2     | 0     |
| Итого            | Южная Корея      | Южная Корея      | 201  | 4    |                   |                   | 49         | 1          |                 |                 |       |       |
| Всего за карьеру | Всего за карьеру | Всего за карьеру | 201  | 4    |                   |                   | 49         | 1          |                 |                 |       |       |

### В сборной
| Дата         | Место проведения  | Соперник | Счёт   | Результат | Соревнование                         |
| ------------ | ----------------- | -------- | ------ | --------- | ------------------------------------ |
| 9 марта 1993 | Ванкувер, Канада  | Канада   | 1 гол  | 2-0       | товарищ.                             |
| 9 июня 1993  | Сеул, Южная Корея | Индия    | 2 гола | 7-0       | Чемпионат мира по футболу 1994 (АФК) |

## Государственные награды
- Орден «За спортивные заслуги» 2 класса Республики Корея — орден Отважного тигра (2 июля 2002)[2]